# حارة البساتين الشرقية (دار سعد)
حارة البساتين الشرقية هي إحدى حارات حي 7 أكتوبر الواقع بمديرية دار سعد التابعة لمحافظة عدن، بلغ تعداد سكانها 5057 نسمة حسب تعداد اليمن لعام 2004.